# نيين تشان أونغ
نيين تشان أونغ (بالبورمية: ငြိမ်းချမ်းအောင်)‏ هو لاعب كرة قدم ميانماري في مركز الهجوم، ولد في 18 أغسطس 1996 في ميتكيينا في ميانمار. شارك مع منتخب ميانمار تحت 17 سنة لكرة القدم ومنتخب ميانمار تحت 20 سنة لكرة القدم ومنتخب ميانمار تحت 23 سنة لكرة القدم ومنتخب ميانمار لكرة القدم. أما مع النوادي، فقد لعب مع نادي يانغون يونايتد.

## وصلات خارجية
- نيين تشان أونغ على موقع قاعدة بيانات كرة القدم.إي يو (الإنجليزية)
- نيين تشان أونغ على موقع ناشيونال فوتبول تيمز (الإنجليزية)
- نيين تشان أونغ على موقع Soccerway.com (الإنجليزية)
- نيين تشان أونغ على موقع عالم كرة القدم.نت (الإنجليزية)